# Anna de Mendonça
Anna de Mendonça (1460) è stata una nobile portoghese, amante ufficiale del re Giovanni II del Portogallo.

## Biografia
Fu dama di compagnia della regina Giovanna di Castiglia e divenne a vent'anni amante del re.
Anna riuscì a dare a Giovanni II l'unico figlio maschio che gli sopravvisse:
- Giorgio di Lencastre (1481–1550), duca di Coimbra.

Dopo la morte dell'infante Alfonso d'Aviz, il figlio di Anna fu oggetto di particolari attenzioni da parte del padre in quanto il sovrano era rimasto senza un erede maschio. Gli conferì pertanto una serie di titoli con l'intento di farne il proprio erede al trono.
Alla morte di Giovanni però ebbe la meglio suo cugino Manuele I del Portogallo, sostenuto dai suoceri i re Cattolici Isabella di Castiglia e Ferdinando II d'Aragona.